# Adriaan Vlok
Adriaan Johannes Vlok (Sutherland (Zuid-Afrika), 11 december 1937 – Pretoria, 8 januari 2023) was een Zuid-Afrikaans politicus van de Nasionale Party. Vlok was van 1986 tot 1991 minister voor openbare orde. Hij was de eerste minister van het vroegere apartheidsbewind, die zich voor het gerecht moest verantwoorden voor misdaden die tijdens zijn ambtstijd waren begaan. Hij werd veroordeeld tot een voorwaardelijke gevangenisstraf van 10 jaar.
Onder Vloks verantwoordelijkheid werden meer dan 30.000 anti-apartheidsactivisten gevangengezet. Hij gaf tevens opdracht tot het plegen van aanslagen op politieke tegenstanders. Een van zijn slachtoffers was de toenmalige secretaris-generaal van de Zuid-Afrikaanse Raad van Kerken, Frank Chikane. Chikanes ondergoed werd bewerkt met zenuwgif. Chikane, die in de Verenigde Staten verbleef, overleefde dankzij een tijdige medische behandeling.
In 1991 werd Vlok door president Frederik Willem de Klerk van zijn post ontheven en gedegradeerd tot hoofd van het gevangeniswezen. Deze functie bekleedde Vlok tot 1994.
Vlok getuigde in 1999 voor de Zuid-Afrikaanse Waarheids- en Verzoeningscommissie en gaf hier toe de opdracht voor diverse bomaanslagen gegeven te hebben. Voor die daden kreeg hij amnestie. Hij verzweeg op dat moment zijn betrokkenheid bij de aanslag op Chikane.
In augustus 2006 werd zijn betrokkenheid bekend bij de aanslag op Chikane. Als boetedoening waste hij de voeten van Chikane. Vlok bekende schuld en werd op 17 augustus 2007 tot 10 jaar voorwaardelijk veroordeeld.
Vlok overleed op 85-jarige leeftijd in een ziekenhuis in Pretoria.